# Salgaocar Sports Club
Maillots
Le Salgaocar Sports Club (en konkani et en hindi : सलगांवकर स्पोर्ट्स क्लब), plus couramment abrégé en Salgaocar SC, est un club indien de football fondé en 1955 et basé dans la ville de Margao, dans l'État de Goa.

## Palmarès
| Compétitions nationales | Compétitions régionales                                                                           |
| --- | ------------------------------------------------------------------------------------------------- |
| - Championnat d'Inde (2) : - Champion : 1998-99 et 2010-11. - Vice-champion : 2002-03. - Coupe d'Inde (4) : - Vainqueur : 1988, 1989, 1997 et 2011. - Finaliste : 1987, 1990 et 1994. - Supercoupe d'Inde (2) : - Vainqueur : 1988 et 1989. | - Goa Professional League (7) : - Champion : 1998, 2002, 2003, 2004, 2012-13, 2014-15 et 2016-17. |

## Personnalités du club

### Présidents du club
- Srinivas Dempo

### Entraîneurs du club
| - Shabbir Ali (1997 - avril 2000) - Marcus Pacheco (juin 2000 - ?) - Tim Hankinson (juillet 2009 - février 2010) - Peter Valles (février 2010) - Karim Bencherifa (février 2010 - octobre 2012) |  | - Peter Valles (octobre 2012 - novembre 2012) - David Booth (novembre 2012 - mai 2013) - Derrick Pereira (mai 2013 - mai 2015) - Malky Thomson (mai 2015 - janvier 2016) - Santosh Kashyap (janvier 2016 - avril 2016) |  | - Mario Soares (avril 2016) - Norberto Gonsalves (juillet 2016 - 2017) - Levino Pereira (2018 - ) |